# 弗傑特

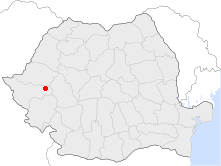

弗傑特是羅馬尼亞的城鎮，位於該國西部，距離首府蒂米什瓦拉73公里，由蒂米什縣負責管轄，面積150平方公里，海拔高度145米，2009年人口7,276，大多數居民信奉東正教。